# 顕徳
顕徳（けんとく）は、五代の最後の王朝である後周において、郭威・柴栄・柴宗訓の三代にわたって用いられた元号。954年 - 960年。

## 西暦・干支との対照表
| 顕徳 | 元年  | 2年   | 3年   | 4年   | 5年   | 6年   | 7年   |
| 西暦 | 954年 | 955年 | 956年 | 957年 | 958年 | 959年 | 960年 |
| 干支 | 甲寅  | 乙卯  | 丙辰  | 丁巳  | 戊午  | 己未  | 庚申  |